# Phaeochorella artocarpi
Phaeochorella artocarpi är en svampart som beskrevs av T.S. Ramakr. & K. Ramakr. 1948. Phaeochorella artocarpi ingår i släktet Phaeochorella och familjen Phyllachoraceae.   Inga underarter finns listade i Catalogue of Life.